# Одеон (театр)

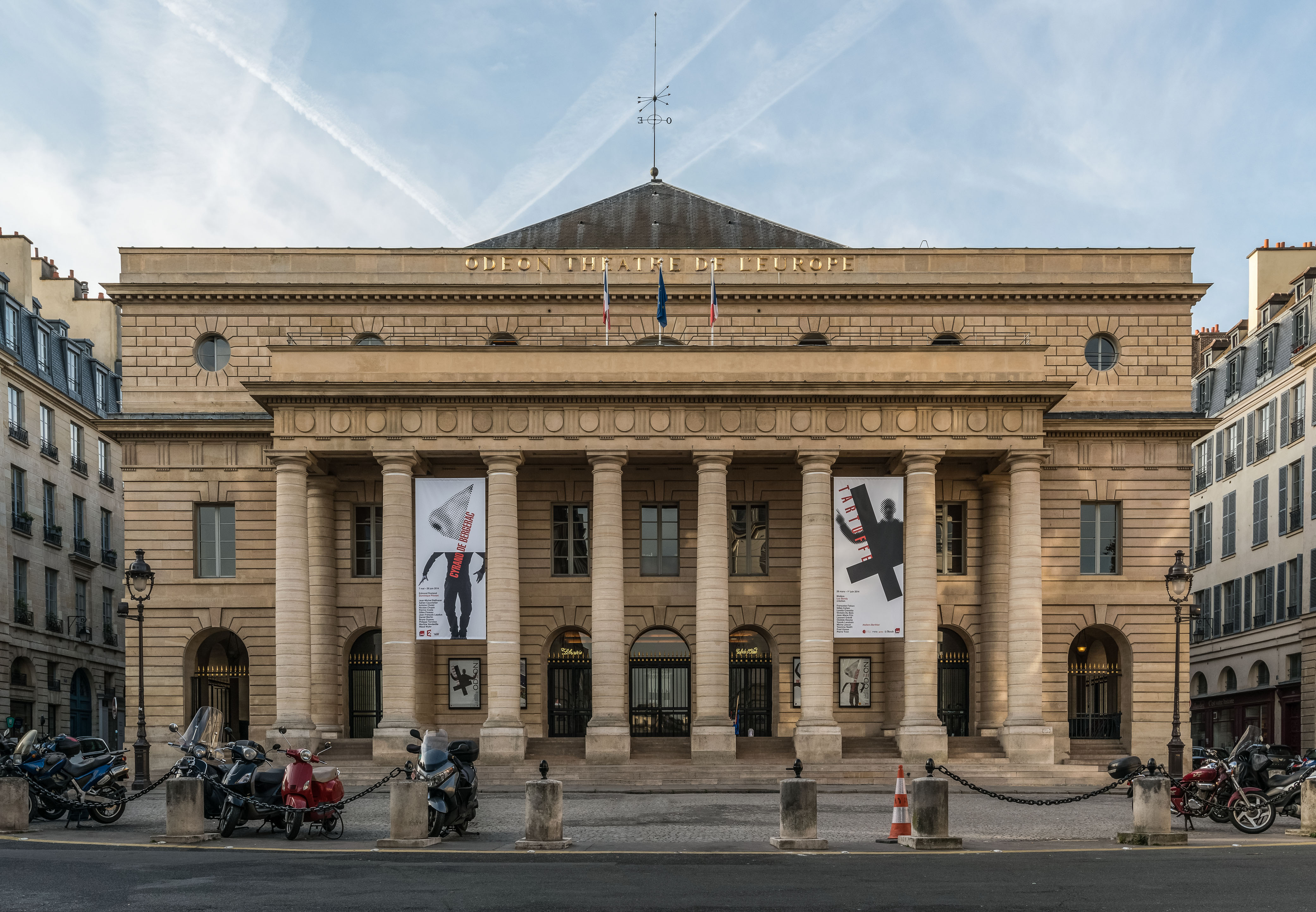
Театр «Одеон»

Театр «Одеон» (фр. Théâtre de l'Odéon) — один з шести французьких національних театрів. Розміщений за адресою  Paris, 2, rue Corneille у шостому окрузі Парижа, на лівому березі Сени, поруч з Люксембурзьким садом, поблизу станції метро «Одеон».
Театр вміщає бл. 800 глядачів.

## Історія
Будівля театру була споруджена в період між 1779 та 1782 в саду колишньої резиденції принца Конде в стилі класицизму за проєктом Шарля де Веллі та Марі-Жозефа Пейра, наслідуючи будівлю театру Комеді Франсез. Театр «Одеон» було відкрито королевою Марією-Антуанеттою 9 квітня 1782. В 1784 тут відбулася прем'єра п'єси Бомарше «Божевільний день, або Одруження Фігаро».
У 1990 отримав звання «театру Європи». Є членом Союзу театрів Європи.